# 潮州大锣鼓
潮州大锣鼓是潮州音乐的演奏形式之一，以锣鼓乐和管弦乐组合而成，气势磅礴，流行于粤东地区和海外潮人社区。
潮州大锣鼓历史悠久，早在明朝，潮剧剧本《刘希必金钗记》和《荔镜记》中就有相关记载。至今，潮州大锣鼓仍然是群众性娱乐活动之一，节日喜庆肯定有潮州大锣鼓演奏，已成为传统民间习俗。